# 關廟麵
關廟麵是臺南市關廟區聞名的手工麵，與鳳梨、竹筍並稱「關廟三寶」。當地人原本僅用「大麵」、「生麵乾」、「綹仔麵」等詞來稱呼，1996年關廟鄉公所與農會舉辦「關廟鄉鳳梨竹筍節」時以魯麵的形式將此麵端上桌，大受歡迎之後以「關廟麵」之名成為當地特產。麵條製作過程需要大量人工。

## 沿革
根據1911年的除戶簿，當時在花園一帶已經有製麵業者。1996年關廟麵有了知名度之後，麵廠數量也大為增加，到2009年已有30家左右。2009年8月關廟鄉農會也開始生產關廟麵，雖有與民爭利的質疑，但農會表示過去多數麵廠因沒有合法登記，而難以進入連鎖量販店與外銷市場。農會的新建工廠是要以火車頭的角色拓展通路，且產品也會與民間業者作區隔，主打養生麵。

## 特色
關廟麵製程強調純天然，在混麵、壓麵、切麵、手工折麵後，將折好的麵放在竹篩上，於戶外陽光下曝曬至少2、3天（期間還要多次翻面）。曬好的麵因為完全乾燥，即使不添加防腐劑也能於乾燥環境中長期保存，此外麵條有彈性、香Q、耐煮的特性。

## 煮食方法
水滾後放入麵條，滾至約三至四分鐘即可撈起，可用於拌麵、滷麵、涼麵、湯麵等，變化出許多麵食料理。

## 外部連結
- 關廟麵簡介 （繁體中文）